# 宋老生
宋老生（？—617年），隋朝的虎牙郎将，隋末領兵對抗李淵，被擊敗後遭劉弘基殺死。

## 生平
大业十三年（617年）七月十四，李渊起兵兵至贾胡堡，距霍邑五十余里。代王杨侑派宋老生率领精兵两万人驻防霍邑。八月初三早晨，李渊率军从小路向东南直抵霍邑。李建成、李世民说宋老生有勇无谋，必定出战。李渊和几百名骑兵在霍邑城东埋伏，派李建成、李世民率领几十骑到城下辱骂宋老生。宋老生率军出战。李渊让殷开山召集后军，李世民与段志玄率兵驰马而下，冲击宋老生的军阵，出击宋老生军的背后。李渊传话呼喊：“已经抓住宋老生！”宋老生大败。李渊兵直抵城门，城门关闭，宋老生下马跳入壕沟，刘弘基就将他杀死，李渊攻下霍邑。